# العلاقات الأذربيجانية السيشلية
العلاقات الأذربيجانية السيشلية هي العلاقات الثنائية التي تجمع بين أذربيجان وسيشل.

## مقارنة بين البلدين
هذه مقارنة عامة ومرجعية للدولتين:
| وجه المقارنة                                              | أذربيجان        | سيشل                                                |
| --------------------------------------------------------- | --------------- | --------------------------------------------------- |
| المساحة (كم2)                                             | 86.60 ألف       | 459                                                 |
| عدد السكان (نسمة)                                         | 10.00 مليون     | 95.84 ألف                                           |
| الكثافة السكانية (ن./كم²)                                 | 115.47          | 20.88 ألف                                           |
| العاصمة                                                   | باكو            | فيكتوريا                                            |
| اللغة الرسمية                                             | اللغة الأذرية   | لغة فرنسية، لغة إنجليزية، اللغة الكريولية السيشيلية |
| العملة                                                    | مانات أذربيجاني | روبية سيشلية                                        |
| الناتج المحلي الإجمالي (بليون دولار)                      | 40.75 مليار     | 1.49 مليار                                          |
| الناتج المحلي الإجمالي (تعادل القوة الشرائية) بليون دولار | 171.56 مليار    | 2.54 مليار                                          |
| الناتج المحلي الإجمالي الاسمي للفرد دولار أمريكي          | 5.50 ألف        | 15.48 ألف                                           |
| الناتج المحلي الإجمالي للفرد دولار أمريكي                 | 17.52 ألف       | 26.42 ألف                                           |
| مؤشر التنمية البشرية                                      | 0.751           | 0.772                                               |
| رمز المكالمات الدولي                                      | +994            | +248                                                |
| رمز الإنترنت                                              | .az             | .sc                                                 |
| المنطقة الزمنية                                           | ت ع م+04:00     | ت ع م+04:00                                         |

## منظمات دولية مشتركة
يشترك البلدان في عضوية مجموعة من المنظمات الدولية، منها:
| علم المنظمة | اسم المنظمة                               | تاريخ انضمام أذربيجان | تاريخ انضمام سيشل |
| ----------- | ----------------------------------------- | --------------------- | ----------------- |
|             | الاتحاد البريدي العالمي                   | ?                     | ?                 |
|             | يونسكو                                    | 3 يونيو 1992          | 18 أكتوبر 1976    |
|             | البنك الدولي للإنشاء والتعمير             | 18 سبتمبر 1992        | 29 سبتمبر 1980    |
|             | وكالة ضمان الاستثمار متعدد الأطراف        | 23 سبتمبر 1992        | 15 سبتمبر 1992    |
|             | الاتحاد الدولي للاتصالات                  | 10 أبريل 1992         | 17 سبتمبر 1999    |
|             | منظمة الشرطة الجنائية الدولية             | ?                     | 1 سبتمبر 1977     |
|             | مؤسسة التمويل الدولية                     | 11 أكتوبر 1995        | 11 يونيو 1981     |
|             | الأمم المتحدة                             | 2 مارس 1992           | 21 سبتمبر 1976    |
|             | منظمة حظر الأسلحة الكيميائية              | ?                     | 29 أبريل 1997     |
|             | المركز الدولي لتسوية المنازعات الاستشارية | 18 أكتوبر 1992        | 19 أبريل 1978     |

## وصلات خارجية
- موقع وزارة الخارجية الأذربيجانية